# Ben Falaniko
Ben Falaniko (né le 1er septembre 1985 aux Samoa américaines) est un footballeur samoan-américain.
Falaniko figure dans le livre des records pour être le plus jeune joueur de football à avoir joué un match de phase qualificative à la Coupe du monde de football à 15 ans et 217 jours le 7 avril 2001 contre les Fidji. Autre record, quatre jours plus tard, le 11 avril 2001, il fait partie de l'équipe des Samoa américaines ayant perdu contre l'Australie 31-0 dans un match de qualification pour la Coupe du monde 2002.
Il a joué en tout 4 matchs en équipe nationale, les 4 entre les 7 et 14 avril à Coffs Harbour en Australie lors de la phase qualificative pour la Coupe du monde 2002. Le 7 contre les Fidji (match perdu 13 buts à 0), le 9 contre les Samoa (perdu 8 à 0), le 11 contre l’Australie (perdu 31 à 0) et le 14 contre les Tonga (perdu 5 à 0). Il a été titulaire à chaque match, remplacé respectivement aux 53e, 73e et 84e minutes lors des trois premiers matchs et ayant joué l’intégralité du quatrième.